# Mesola
Mesola (emilián nyelven La Mésula) település Olaszországban, Emilia-Romagna régióban, Ferrara megyében. Lakosainak száma 6454 fő (2023. január 1.). Mesola Ariano nel Polesine, Codigoro, Goro és Riva del Po községekkel határos.

## Népesség
A település lakossága az elmúlt években az alábbi módon változott:
| Lakosok száma | 6852 | 6778 | 6454 |
|               | 2017 | 2018 | 2023 |